# Carlos Santos
Carlos Yulián Santos Vargas (ur. 5 sierpnia 2003 w mieście Gwatemala) – gwatemalski piłkarz występujący na pozycji defensywnego pomocnika, reprezentant Gwatemali, od 2023 roku zawodnik Xelajú MC.